# Liu Huixia
Liu Huixia (30 de novembro de 1997) é uma saltadora chinesa, especialista na plataforma, campeão olímpica 

## Carreira

### Rio 2016
Liu Huixia representou seu país nos Jogos Olímpicos de Verão de 2016, na qual conquistou uma medalha de ouro, na plataforma sincronizada com Chen Ruolin. 